# Gorenja vas pri Mokronogu
Gorenja vas pri Mokronogu este o localitate din comuna Mokronog - Trebelno, Slovenia, cu o populație de 16 locuitori.